# تیردوقلو
تیردوقلو از محله‌های جنوب شهر تهران است و سه‌راه تیردوقلو در تقاطع خیابان‌های شوش و ۱۷ شهریور (شهباز) واقع شده‌است.
ربع شمال غربی این محله در منطقه ۱۲ شهرداری تهران و سه ربع دیگر این محله در منطقه ۱۵ قرار دارد. محله تیردوقلو از شمال به خیابان خراسان، از جنوب به ۲۰ متری منصور (رضایی)، و از شرق به خیابان طیب (بی سیم سابق) محدود است و از غرب در امتداد خیابان شوش تا خیابان‌های شهید مظاهری (شقاقی سابق) و شهید ابراهیمی (ارج سابق) ادامه می‌یابد.
نام این محل به خاطر نصب دو تیر برق کنار هم به هنگام برق‌کشی اولیه گذاشته شده‌است. یکی از کوچه‌های این محل الله اکبر نام دارد که نام گرفته از سال ۵۷ هست به این دلیل الله اکبر معروف شد که یکی از دسته‌های تظاهرات از این کوچه با رهبری شخصی به نام ملکوتی شروع می‌شد.
از دیگر کوچه های قدیمی این محل میتوان به کوچه ذکریاپور (کوی اشتیاقی سابق، محل درمانگاه و منزل دکتر محمد اشتیاقی)، کوچه شهید کرمانشاهی (برق ادیسون سابق)، کوچه کشمیری، کوچه آرانی، کوچه اسلامی، کوچه شهید حیدری (صفا سابق) نام برد. 
برخی از چهره‌های ورزشی ایران اهل تیردوقلو بوده‌اند و عمید زنجانی، نماینده تهران در مجلس چهارم از همین محل برخاست. پرویز قلیچ خانی و حسین فکری، سرمربی تیم ملی فوتبال ایران تمرینات تیمش را به زمین چمن ورزشگاه شهید پناهی که در ضلع شمال غربی تیردوقلو قرار گرفته، انتقال داده بود و به این خاطر چندی نام تیر دوقلو، سر زبان مردم تهران و حتی شهرهای دیگر افتاد و بسیاری از روزنامه‌ها اخبار تیم ملی را از محله تیردوقلو گزارش می‌کردند. اکبر دشنه یکی از لوطی ترین شخصیت های این منطقه است.

## پیشینه
این محله در دهه بیست خورشیدی آغاز به شکل گرفتن کرد. در آن زمان امتداد خیابان شهباز جنوبی، پایین‌تر از میدان خراسان، زمین کشاورزی و قطعات بایر بود و راهی از میان این زمین‌ها به کارخانه سیمان می‌رسید که راهی بود ناامن. عمده مالکان این منطقه، چهار نفر بودند به نام‌های: تیمسار وفا و خواهرش، سیدتقی جباری و عبدالله نقاش و سرهنگ شقاقی
با کشیده شدن برق از کارخانه برق میدان ژاله به کارخانه سیمان برق که در مسیری در امتداد خیابان شهباز انجام شد، وضعیت بیابان‌های پایین‌دست شهباز نیز تغییر کرد.
در این مسیر در هر صد متر یک تیر سیمانی ۸ ضلعی کاشته شد و به فاصله یک ایستگاه اتوبوس پایین‌تر از میدان خراسان، درست روبه‌روی خیابان شوش دو تیر برق بزرگ کنار هم سرپا بود که نام این محل از نام این دو تیر دوقلو گرفته شد.
با ایجاد روشنایی در این محل مالکان نیز زمین‌های رشد کرده خود را خرد کرده و به معماران فروختند. ناصر افشار، حسین استاد اکبر بنا (ملقب به حاج حسین ریش) و یکی دو معمار دیگر زمین‌ها را تفکیک کردند و ساخت و ساز آغاز شد. حسن دباغ و حسین قمی با مغازه‌های خواربارفروشی خود نخستین کسبه بودند. پس از آنها حسین مبینی یک باب مغازه فرش‌فروشی باز کرد.
در خیابان پاک (لرزاده کنونی) خانه‌های اعیان‌نشین و به مراتب بزرگ‌تر و محکم‌تر از سایر خانه‌ها ساکنان این خیابان، ساخته شد که بخشی از ساکنانش بازاری بودند برخی هم از قشرها تحصیل‌کرده و سیاسی بود و عمید زنجانی، نماینده تهران در مجلس چهارم از همین محل برخاست.
از نخستین معضلاتی که مشکلاتی برای ساکنان اولیه ایجاد کرده‌بود، سرریز فاضلاب کارخانه به جوی خیابان شهباز بود. این فاضلاب پایین‌تر از میدان فوزیه (امام حسین فعلی)، کنار پارک خیام ، پشت پارک به این جوی سرریز می‌شد و بوی تند مخمر از آن برمی‌آمد.
در سال‌های آغازین گاز الکل جمع شده در قنات در نزدیک تیرهای دوقلو آتش گرفت و شعله‌های آن از زمین بیرون جسته و زبانه می‌کشید.
طیب حاج رضایی، از جاهلان معروف تهران دهه آخر عمر خود را در منطقه میدان خراسان سپری کرد و نام خیابان طیب که کناره شرقی محله تیردوقلو را تشکیل می‌دهد از نام او گرفته شده‌است.
لوطی‌های محل: جواد خان بابا، حسن خطیر صاحب زورخانه بهرام_پهلوان مهدی کریمی معروف به مهدی قصاب _جهان و چنگیز رضوان،ناصر رییس، محمدرضا تبریزی (ممد حمومی)، اصغر جیگری، مهدی عزیزمعمار معروف به (چراغساز)، پهلوان حسن اقبال، لوتی حسین رمضون یخی، لوطی فروتن، مصطفی ماهرویان، سیدکامیاب، پهلوان اصغر شاطر، مصطفی گاو کش، باقر کچل، ماشالله ابرام خان، اصغر ماهرویان (اصغر مندابی)، سیدعلی خطر،…

## امکانات
ورزشگاه شهید پناهی از امکانات ورزشی محل است و پارک حاج خدا کرم و پارک شهید گمنام (باغ زنبوری سابق) از جمله فضای سبز این محله و اطراف است.
دیگر امکانات: کارخانه یخ، بانک صادرات (با چهار شعبه در محل ازجمله سر سه‌راه دوقلو)، بانک‌های ملی و ملت، مرکز درمانی رازی، مجتمع بهزیستی شبیر، درمانگاه کسری، درمانگاه هویزه، لرزاده، درمانگاه 15 شعبان، زورخانه جم، مسجد رضوان الله، مسجدسعادت
مراکز آموزشی: دبستان فیاض بخش، امیرکبیر، ۸ شهریور، جهان‌آرا، دستغیب، شایسته، ادیب نیشابوری، کلاهدوز، زمزم، میرزای شیرازی، حلی، بینایی، یمانی، مدرس.
داروخانه‌ها: پروانه، ظفر، بوعلی و چند داروخانه دیگر.